# Aristobia approximator
Aristobia approximator (лат.) — вид жуков-усачей рода Aristobia из подсемейства Lamiinae. Обнаружены в Юго-Восточной Азии (Вьетнам, Камбоджа, Китай — Юньнань, Лаос, Индия — Ассам, Малайзия, Мьянма, Таиланд). Среднего размера жуки: длина тела от 18 до 36 мм. Период активности: март — октябрь. Вид был впервые описан в 1865 году (под первоначальным названием Celosterna approximator) энтомологом Джеймсом Томсоном (James Thomson)
. В 1868 году включён в состав рода Aristobia.
- Кормовые растения[3]

Celastraceae: Pleurostylia opposita (Wall ex Carey) Alston;
Fabaceae: Pterocarpus macrocarpus Kurz, Castanea henryi Rehder & E. H. Wilson, Quercus sp.; Lamiaceae: Tectona grandis Linné;
Lauraceae: Cinnamomum camphora (Linné) J. Presl;
Malvaceae: Hibiscus syriacus Linné; Rosaceae: Photinia serrulata Lindley; Prunus salicina Lindley; Rutaceae: Citrus sp.; Sapindaceae: Nephelium chinense (Sonnorat) Druce.